# Theodore Nicholas Gill
Pour les articles homonymes, voir Gill.
Theodore Nicholas Gill est un zoologiste américain, né le 21 mars 1837 à New York et mort le 25 septembre 1914 à Washington, D.C.

## Biographie
Il est le fils d’Elizabeth (née Vosburgh) et de James Darrel Gill. Orphelin de mère à neuf ans, il est éduqué d'abord par des précepteurs puis fait des études classiques, notamment de grec et de latin, dans des écoles privées. Il étudie brièvement le droit dans l'entreprise de son oncle, mais n'est pas tenté par une carrière juridique.
Il découvre les poissons en traversant tous les jours un marché en allant à l'école. Vers 1855, il rencontre le naturaliste William Stimpson (1832-1872), grâce à lui, il entre en contact avec le grand zoologiste américain Spencer Fullerton Baird (1823-1887). Ce dernier fait paraître un article de Gill dans le rapport annuel de la Smithsonian Institution.
Baird le fait participer à une expédition dans les Caraïbes en 1858 où il récolte de nombreux spécimens de poissons. En 1859, il part à Terre-Neuve. De retour au Smithsonian, il collabore à la préparation du rapport sur les collections assemblées par le Northwest Boundary Survey sous la direction d'Archibald Campbell (1813-1887). Il fréquente alors d'autres protégés de Baird comme Robert Kennicott (1835-1866), Fielding Bradford Meek (1817-1876) ou Ferdinand Vandeveer Hayden (1828-1887).
Parallèlement, de 1860 à 1861, il est l'assistant des professeurs de physique et d'histoire naturelle du Columbian College. En 1862, il devient bibliothécaire à la bibliothèque de la Smithsonian Institution, puis en 1866, assistant-bibliothécaire à la Bibliothèque du Congrès.
Il obtient son Master of Arts en 1865, son doctorat en médecine en 1866 puis, en 1870, son Ph. D. à l'université George Washington. Il continue à donner des cours au Columbian College de 1864 à 1866 ainsi que de 1873 à 1884. Durant les années 1870, il commence à étudier les mammifères, les amphibiens, les oiseaux et les mollusques. Il devient membre de l'American Ornithologists' Union (AOU) où il participe notamment aux travaux relatifs à la taxinomie (notamment à ceux qui conduisent à l’adoption du Code de nomenclature de l’AOU et de la Liste des oiseaux nord-américains).
En 1884, il y obtient une chaire de zoologie, fonction qu'il conserve jusqu'à sa retraite en 1910 où il est nommé professeur émérite. Il obtient un Doctorat honorifique en droit en 1895 de l’université George Washington.
Il fait paraître plus de 500 articles scientifiques, principalement en ichtyologie. Il est considéré comme l'un des maîtres de la taxinomie, en particulier au niveau de la famille et de l'ordre. David Starr Jordan (1851-1931) dira de lui qu’il est un ichtyologiste, un philosophe, un critique, un maître en taxinomie, George Brown Goode (1851-1896) qu’il est le plus érudit et philosophe des naturalistes américains. Gill fait partie de plus de 70 sociétés savantes dont l’American Association for the Advancement of Science (qu’il préside en 1897), la National Academy of Sciences (1873), l’American Philosophical Society, membre étranger de la Zoological Society of London. Il ne s’est jamais marié.

## Publications
- 1859 : Notes on a collection of Japanese fishes, made by Dr J. Morrow. Proc. Acad. Nat. Sci. Phila., v. 11 : 144–150.
- 1861 : Catalogue of the fishes of the eastern coast of North America, from Greenland to Georgia. Philadelphie.
- 1861 : Notes on some genera of fishes of the western coast of North America. Proc. Acad. Nat. Sci. Phila., v. 13 : 164-168.
- 1861 : On several new generic types of fishes contained in the museum of the Smithsonian Institution. Proc. Acad. Nat. Sci. Phila., v. 13 : 77-78.
- 1861 : On the genus Podothecus. Proc. Acad. Nat. Sci. Phila., v. 13 : 258-261.
- 1862 : Notice of a collection of the fishes of California presented to the Smithsonian Institution by M.. Samuel Hubbard. Proc. Acad. Nat. Sci. Phila., v. 14 : 274–282.
- 1877 : Material for a bibliography of North American mammals. Washington.
- 1881 : Günther's literature and morphography of fishes. Forest et Stream, New York.
- 1882 : Scientific and popular views of nature contrasted. Judd et Detweiler, Washington.
- 1893 : Families and subfamilies of fishes. Natl. Acad. Sci. Mem., 6 : 127–138.
- 1894 : [Erilepis]. Science v. 23 (no. 573): 52.
- 1897 : Addresses in memory of Edward Drinker Cope. Philadelphie.
- 1904 : A remarkable genus of fishes, the umbras. Smithsonian, Washington.
- 1909 : Angler fishes.
- 1911 : Notes on the structure and habits of the wolffishes. Washington.
- (PDF) liste complète

### Sources primaires
- Robert Tucker Abbott (1974). American Malacologists. A National Register of Professional and Amateur Malacologists and Private Shell Collectors and Biographies of Early American Mollusk Workers Born Between 1618 and 1900, American Malacologists (Falls Church, Virginie) : iv + 494 p.  (ISBN 0-913792-02-0)
- Theodore Sherman Palmer (1915). In Memoriam: Theodore Nicholas Gill, The Auk, 32 (4) : 391-405.  (ISSN 0004-8038)
- Keir B. Sterling, Richard P. Harmond, George A. Cevasco & Lorne F. Hammond (dir.) (1997). Biographical dictionary of American and Canadian naturalists and environmentalists. Greenwood Press (Westport) : xix + 937 p.  (ISBN 0-313-23047-1)

### Sources secondaires
- Carl Leavitt Hubbs (1964). History of Ichthyology in the United States after 1850, Copeia, 1964 (1) : 42-60.  (ISSN 0045-8511)